# 中辻弥寸子
中辻 弥寸子（なかつじ やすこ、1978年9月14日 - ）は、日本の女性声優、ナレーター。和歌山県出身。キャラ所属。

## 略歴
和歌山県和歌山市出身。特技は水泳で国体では8位に入賞している。元水泳インストラクター。

## 出演作品

### ゲーム
- THE 恋愛シミュレーション ～私におまカフェ～（国生きりり）

### テレビ
- J-comwest「北摂ニュース」（キャスター）
- 豊中池田ケーブルネット「防災ミニ情報」（キャスター）
- KTV「デューク更家の美WALK」

### ラジオ
- WBS「高校野球スタンドリポーター」
- FM守口「やまなのぶっちゃけトーク」

### CM
- レリエフ四条烏丸店（&駅ポスター）
- AOKI肥後橋駅前店
- ミラクルコーポレーション

### VP
- アイメディア
- ダイワハウス「お客様センター（紹介編）」
- ごまたまご
- National「新・瞬間あったかトワレ」
- NTTコミュニケーションt-room
- [柏原市広報映画「歴史上の人物」
- 亀岡市広報ビデオ「私たちのまちのごみ」
- コージネイトFSバイオセット溶解操作ビデオ
- クラウディアHP

### 番組ナレーション
- UHF「ヴァーナルシンプルスタイル」
- KBS「花鳥風月」
- SUC「お元気ですか市民のみなさん」

### CMナレーション
- 森下仁丹「ビフィーナ」
- 公益社

### VPナレーション
- ダイキン「うるるとさらら」
- グリコ「ブレオ」
- 松下電工「METAFORCE」
- 茶々くらぶ（館内・webナレーション）

### イベントMC
- 日生中央よさこい祭
- マザーハウス山口絵理子トークショー
- 姫路菓子博2008協賛イベント
- コープたべるたいせつフェスティバル2008
- NECフィールディング「ソリューションフェア2008大阪」
- よしもと爆笑ライブ
- 大丸梅田店「ハナエ・モリファッションショー」
- パナソニック大阪2006キッズ大阪サッカーチャレンジⅡ
- オートバックス岩出1500日祭
- 和歌山優良申告法人会創立30周年記念式典&ディナーパーティ
- オンテックス入社式
- 日本水道協会大阪府支部総会